# Eberstadt (Badenia-Wirtembergia)
Eberstadt (MAF: /ˈeːbɐˌʃtat/, posłuchajⓘ) – miejscowość i gmina w Niemczech, w kraju związkowym Badenia-Wirtembergia, w rejencji Stuttgart, w regionie Heilbronn-Franken, w powiecie Heilbronn, wchodzi w skład związku gmin Raum Weinsberg. Leży ok. 7 km na wschód od Heilbronn, przy autostradzie A81.

## Sport
Rokrocznie odbywa się w gminie międzynarodowy mityng lekkoatletyczny w skoku wzwyż - Internationales Hochsprung-Meeting.

## Galeria

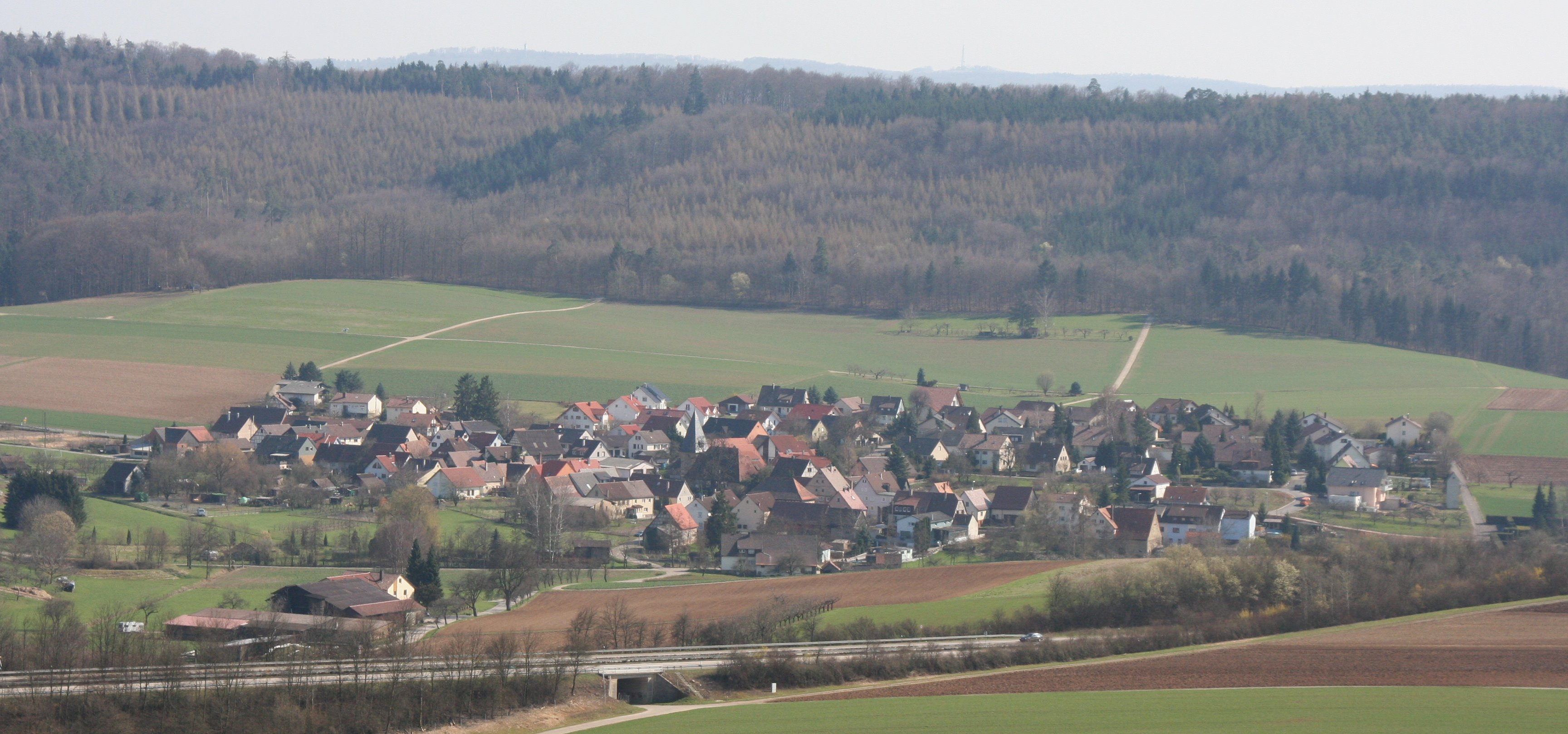
Dzielnica Hölzern
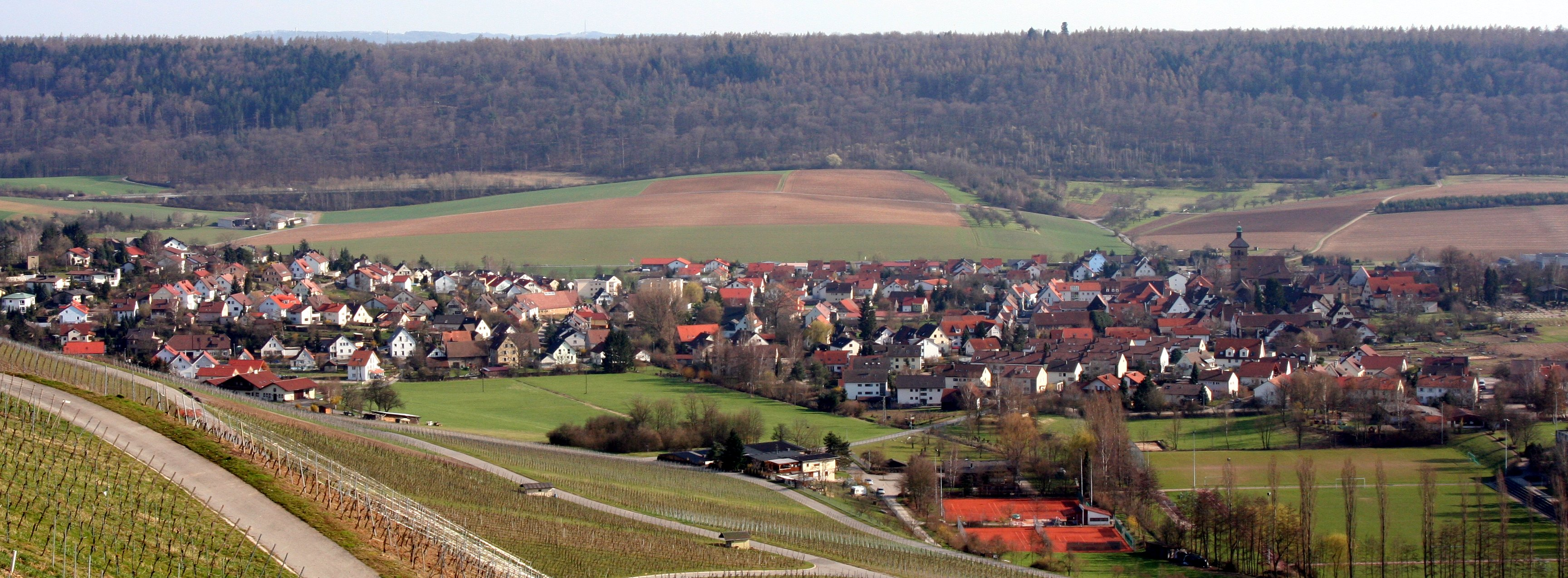
Eberstadt od północy
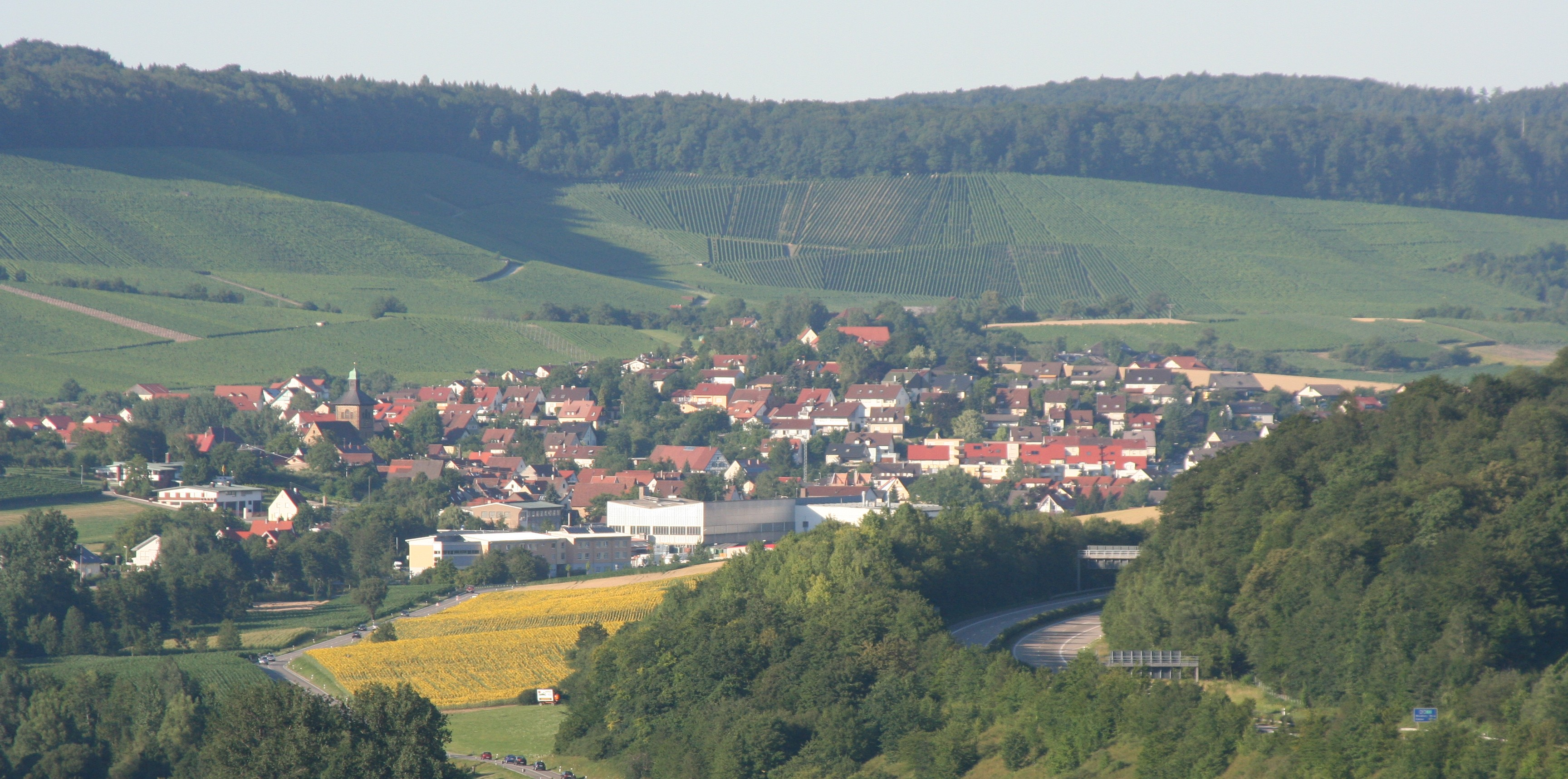
Eberstadt